# Voronezhavia
Voronezhavia was een Russische luchtvaartmaatschappij met haar thuisbasis in Voronezj. Zij voerde passagiers-,vracht- en chartervluchten uit binnen en buiten Rusland.

## Geschiedenis
Voronezhavia werd opgericht in 1993 als opvolger van Aeroflots Voronezj-divisie. Na een vliegtuigongeluk in 2003 werd de vliegvergunning ingetrokken. De maatschappij is nog wel actief bij de
grondafhandeling op Voronezj.

## Vloot
Voronezhavia bezit nog 1 Tupolev TU-134A.(okt.2006)